# Parriana
Parriana (1988-1994) fou un grup de rock radical gironí dels anys 1990. El seu estil s'inscrivia en el punk i el rock alternatiu, i el text de les seves cançons contenia sovint una forta càrrega de crítica social. Malgrat la seva breu trajectòria, el grup sol ser recordat com un grup mític del panorama musical alternatiu i combatiu gironí dels anys 1990.
Al llarg dels seus sis anys d'existència, va destacar pel seu compromís amb els moviments socials. Concretament, fou una banda habitual als concerts contra la controvertida construcció de la variant de la carretera N-II (A-2) per la Vall de Sant Daniel.
El grup va gravar només una maqueta, anomenada Aixa!, abans de posar fi a la seva trajectòria amb un concert de comiat a Castanyet l'u d’abril de 1994.
El 2009 el vocalista del grup, sota el pseudònim de Renard Olivot, va debutar en literatura amb la publicació de la novel·la Ànimes lliures.

## Membres
- Vot Ferrer (veu)
- Roger Parés (guitarra)
- Masso Solà (guitarra)
- Guillem Parés (bateria)
- Quim Bou (baixista)
- Pep Ros (baixista)[n. 1]

## Discografia
Aixa! (1991)
1. L'experiència
2. Petit diàleg
3. Tura’t aquí
4. Ànima en pena
5. Ben paranoic
6. Grall
7. Segons comptats
8. Angelets
9. Vai ben cepai
10. En Quimet i en rapatani
11. Sabeu perquè ?
12. Un cop de foscor
13. Aixa